# 平成の森

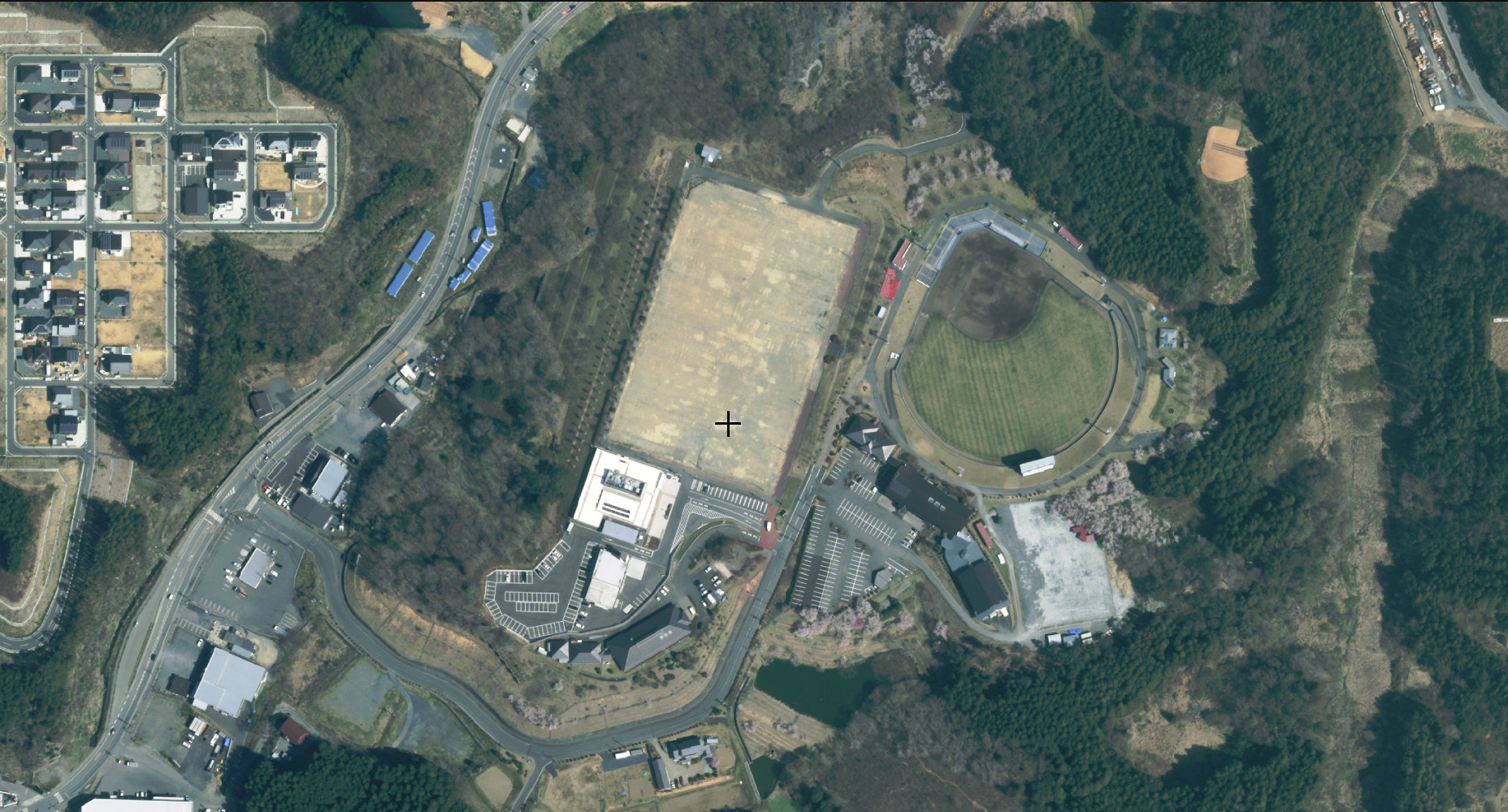
平成の森

平成の森（へいせいのもり）は宮城県南三陸町が運営・管理をしている複合型スポーツ施設。

## 概要
県北では最大規模の複合型スポーツ施設である。合併して南三陸町になる前の歌津町時代の1991年に竣工。同施設内には平成の森しおかぜ球場、サッカー場、テニスコート、グランド、森林内アスレチック等様々な施設が揃っている。宿泊場、アリーナ完備のため長期滞在も可能。このため平成の森では高総体や中総体様々な大会が開催される。
合宿で利用する団体も多い。2011年に発生した東日本大震災の避難所として利用され、またグラウンドは仮設住宅建設用地となった。また、南三陸町歌津地区にあった町役場支所の建物も津波によって流失したため、平成23年5月25日より当施設の「緑の館」内に歌津総合支所の仮事務所を設置したのち、2017年6月5日に新庁舎が落成し、現在歌津地区における行政活動の拠点となっている。

## ベガルタ仙台平成の森運動場
2023年1月11日、南三陸町とベガルタ仙台の連携事業で、平成の森 多目的運動場が「ベガルタ仙台平成の森運動場」に生まれ変わった。ベガルタは昨年6月に「SDGs推進及び連携・協力に関する協定」を締結。SDGs及びホームタウン化を推進するきっかけとして、平成の森運動場に冠を付けることになった。
運動場は2020年9月にリニューアルオープンし、広さは160m×100mと大きい。

### キャンプ地として
Jリーグ開幕前、鹿島アントラーズがキャンプを行った事がある。東北にもかかわらず比較的温暖な気候、前述した通り宿泊施設及びトレーニング可能という好条件が重なったためである。なお、当時の鹿島アントラーズにはジーコも所属していたが、彼自身は平成の森でのキャンプには参加していない。震災前はサッカーの合宿誘致など、全国各地から多種多様なクラブが利用するグラウンドだった。

## 平成の森しおかぜ球場
- 開場 = 1991年
- 所有者 = 南三陸町
- 管理・運用者 = 南三陸町

- 両翼：90m、中堅：122m
- 内野：土、外野：天然芝
- 収容人員：約10,000人（内野：簡易シート外野：天然芝）
- スコアボード：チーム名・得点表示のみ（選手名表示なし）
- 照明設備：照明塔6基

## レストラン・ベザーノ
平成の森にあるレストラン。1999年にイタリアのベザーノと当時の歌津町が姉妹都市条約を締結したために誕生。ベザーノには歌津公園がある。
レストランからは平成の森球場が見渡せるので、飲食しながらの野球観戦も可能である。ただ、位置の関係でサッカー場グランドは見渡すことが出来ない。

## アクセス
- 歌津駅からタクシーで5分、または徒歩20分程度
- 国道45号に面しているので比較的アクセスは楽である。